# Tanystylum conirostre
Tanystylum conirostre is een zeespin uit de familie Ammotheidae. De soort behoort tot het geslacht Tanystylum. Tanystylum conirostre werd in 1881 voor het eerst wetenschappelijk beschreven door Dohrn. 